# Kastylia-La Mancha
Kastylia-La Mancha (hiszp. Castilla-La Mancha) – wspólnota autonomiczna w środkowej Hiszpanii, w znacznej części pokrywająca się terytorialnie z krainą historyczną Nowa Kastylia. Graniczy z Kastylią i Leónem, Madrytem, Walencją, Murcją, Aragonią, Andaluzją i Estremadurą. Jest jednym z najsłabiej zaludnionych regionów Hiszpanii.
Powierzchnia: 79 200 km². Stolicą jest Toledo, inne ważne miasta to Albacete, Cuenca, Puertollano, Tomelloso, Hellín, Alcázar de San Juan, Valdepenias, Talavera de la Reina, Villarrobledo, Almansa, Azuqueca de Henares, Ciudad Real i Guadalajara.
Środkowa część regionu znajduje się w Mesecie Iberyjskiej (wyżyna), którą otaczają łańcuchy górskie – od północnego zachodu Góry Kastylijskie, od północnego wschodu masyw Serrania de Cuenca i od południa góry Sierra Morena. La Mancha ma klimat podzwrotnikowy kontynentalny, suchy. Krainę przecina rzeka Tag, najdłuższa rzeka Półwyspu Iberyjskiego.
W odległej przeszłości region był miejscem wielu bitew toczonych pomiędzy chrześcijanami i muzułmanami a następnie między poszczególnymi władcami chrześcijańskimi przed zjednoczeniem Kastylii i Aragonii w roku 1492 pod berłem Ferdynanda i Izabeli.

## Podział administracyjny
Kastylia-La Mancha dzieli się na pięć prowincji:
- Albacete (prowincja)
- Ciudad Real (prowincja)
- Cuenca (prowincja)
- Guadalajara (prowincja)
- Toledo (prowincja)

## Demografia
W 2018 wspólnotę zamieszkiwało 2 026 807 osób, była dziewiątą co do liczby ludności. W 2018 około 8,1% (163,8 tys.) populacji miało obce obywatelstwo. W większości byli to obywatele Rumunii (64,3 tys.) i Maroka (31,5 tys.). Gęstość zaludnienia wynosiła 25,7 os./km², co stanowiło najniższy odsetek w całej Hiszpanii.
| Rok         | Liczba ludności |
| ----------- | --------------- |
| 1996        | 1 712 529       |
| 1998        | 1 716 152       |
| 2000        | 1 734 261       |
| 2002        | 1 782 038       |
| 2004        | 1 848 881       |
| 2006        | 1 932 261       |
| 2008        | 2 043 100       |
| 2010        | 2 098 373       |
| 2012        | 2 121 888       |
| 2014        | 2 078 611       |
| 2016        | 2 041 631       |
| 2018        | 2 026 807       |
| Źródło: INE |                 |

## Gospodarka

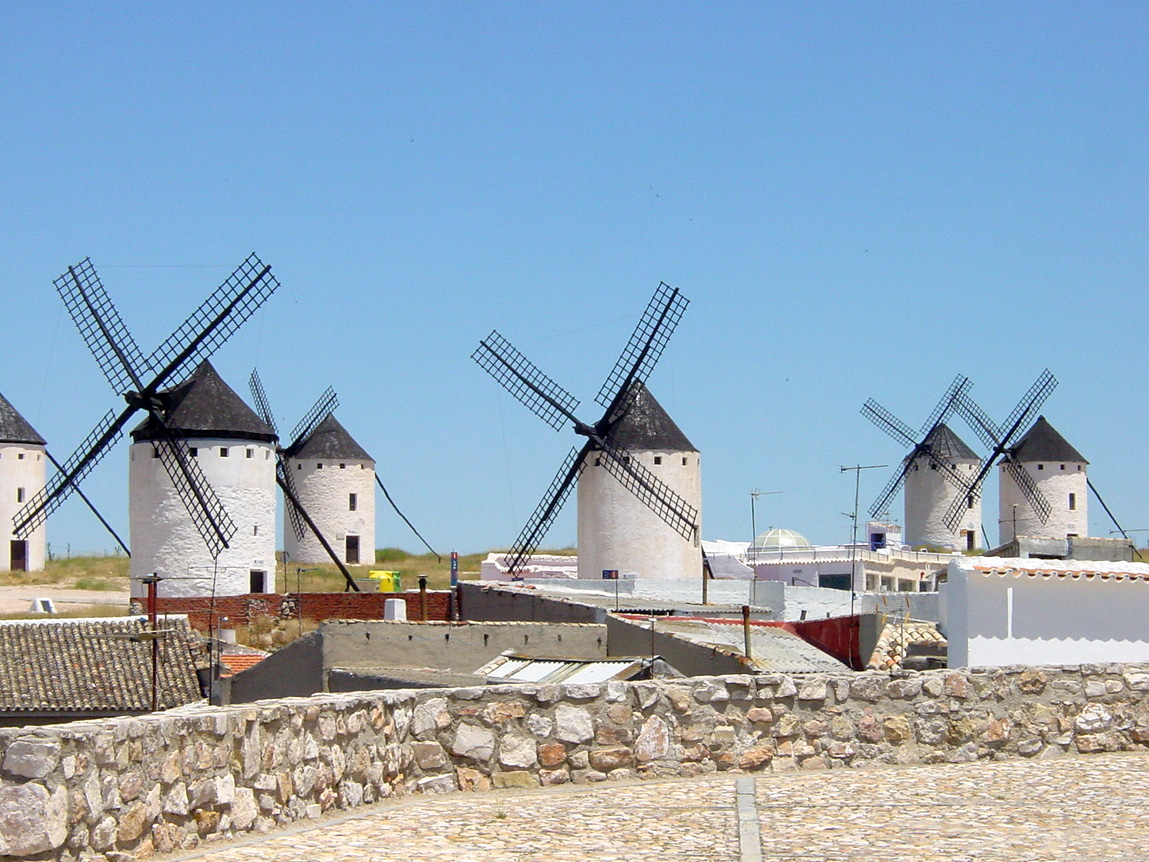
Wiatraki La Manchy

Podstawą gospodarki jest górnictwo – wydobycie węgla kamiennego oraz rud metali, m.in. rtęci, manganu, żelaza, miedzi oraz przemysł metalowy, ceramiczny i chemiczny. Dobrze rozwinięte jest rolnictwo, a zwłaszcza uprawy winorośli (La Mancha to jeden z głównych regionów produkcji wina w Hiszpanii), pszenicy, jęczmienia, szafranu, oliwek oraz hodowla owiec i bydła.
Wielkie znaczenie dla gospodarki regionu ma turystyka, a zwłaszcza liczne zabytki Toledo. Do atrakcji zalicza się też jaskinię Montesinos, gdzie podobno wypoczywał słynny Don Kichot, a która dzisiaj słynie z tego, że jest największym w Hiszpanii siedliskiem nietoperzy.
Inną atrakcją turystyczna są słynne wiatraki z okolic miasteczka Consuegra. Te niewielkie, okrągłe, na biało tynkowane i w większości dzisiaj już nieczynne wiatraki to bohaterowie słynnej powieści Cervantesa. Legenda Don Kichota przyciąga turystów, a w El Toboso mieszkała Dulcynea, ukochana Don Kichota.
Nawadnianie pół uprawnych (a zwłaszcza winnic) zapewniają sztuczne zbiorniki wodne. To dzięki nim uprawia się tu szczepy winne tempranillo i garnacha (z których produkowane jest wino w stylu Rioji, słabsze niż z innych regionów Kastylii, ale przez to znacznie tańsze).